# Épinay-sur-Duclair
Pour les articles homonymes, voir Épinay (homonymie).
Épinay-sur-Duclair est une commune française située dans le département de la Seine-Maritime en région Normandie.

## Géographie
C'est un village situé sur le plateau, entre Caudebec-en-Caux et Barentin (Seine-Maritime).

### Hydrographie
La commune est située dans le bassin Seine-Normandie. Elle n'est drainée par aucun cours d'eau,.

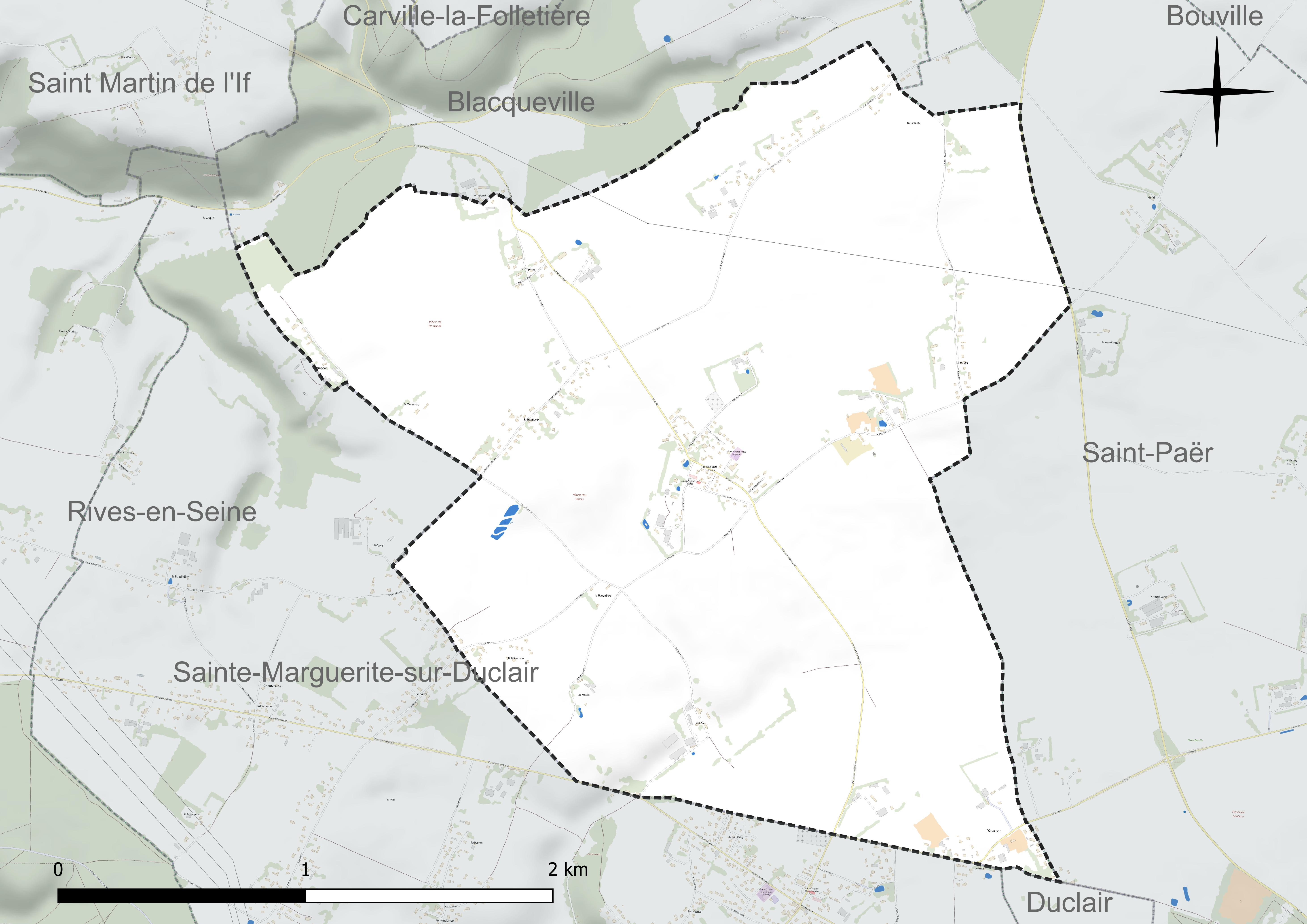
Réseau hydrographique d'Épinay-sur-Duclair.

### Climat
Pour des articles plus généraux, voir Climat de la Normandie et Climat de la Seine-Maritime.
En 2010, le climat de la commune est de type climat océanique dégradé des plaines du Centre et du Nord, selon une étude du CNRS s'appuyant sur une série de données couvrant la période 1971-2000. En 2020, Météo-France publie une typologie des climats de la France métropolitaine dans laquelle la commune est exposée à un climat océanique et est dans la région climatique Côtes de la Manche orientale, caractérisée par un faible ensoleillement (1 550 h/an) ; forte humidité de l’air (plus de 20 h/jour avec humidité relative > 80 % en hiver), vents forts fréquents. Parallèlement le GIEC normand, un groupe régional d’experts sur le climat, différencie quant à lui, dans une étude de 2020, trois grands types de climats pour la région Normandie, nuancés à une échelle plus fine par les facteurs géographiques locaux. La commune est, selon ce zonage, exposée à un « climat maritime », correspondant au Pays de Caux, frais, humide et pluvieux, légèrement plus frais que dans le Cotentin.
Pour la période 1971-2000, la température annuelle moyenne est de 10,4 °C, avec une amplitude thermique annuelle de 13,4 °C. Le cumul annuel moyen de précipitations est de 875 mm, avec 12,7 jours de précipitations en janvier et 8,6 jours en juillet. Pour la période 1991-2020, la température moyenne annuelle observée sur la station météorologique la plus proche, située sur la commune de Jumièges à 10 km à vol d'oiseau, est de 12,2 °C et le cumul annuel moyen de précipitations est de 843,5 mm,. Pour l'avenir, les paramètres climatiques de la commune estimés pour 2050 selon différents scénarios d’émission de gaz à effet de serre sont consultables sur un site dédié publié par Météo-France en novembre 2022.

## Urbanisme

### Typologie
Au 1er janvier 2024, Épinay-sur-Duclair est catégorisée commune rurale à habitat dispersé, selon la nouvelle grille communale de densité à sept niveaux définie par l'Insee en 2022.
Elle est située hors unité urbaine. Par ailleurs, la commune fait partie de l'aire d'attraction de Rouen, dont elle est une commune de la couronne,. Cette aire, qui regroupe 317 communes, est catégorisée dans les aires de 200 000 à moins de 700 000 habitants,.

### Occupation des sols
L'occupation des sols de la commune, telle qu'elle ressort de la base de données européenne d’occupation biophysique des sols Corine Land Cover (CLC), est marquée par l'importance des territoires agricoles (99,3 % en 2018), une proportion sensiblement équivalente à celle de 1990 (99,4 %). La répartition détaillée en 2018 est la suivante : 
terres arables (78 %), prairies (11,5 %), zones agricoles hétérogènes (9,8 %), forêts (0,4 %), zones urbanisées (0,3 %). L'évolution de l’occupation des sols de la commune et de ses infrastructures peut être observée sur les différentes représentations cartographiques du territoire : la carte de Cassini (XVIIIe siècle), la carte d'état-major (1820-1866) et les cartes ou photos aériennes de l'IGN pour la période actuelle (1950 à aujourd'hui).

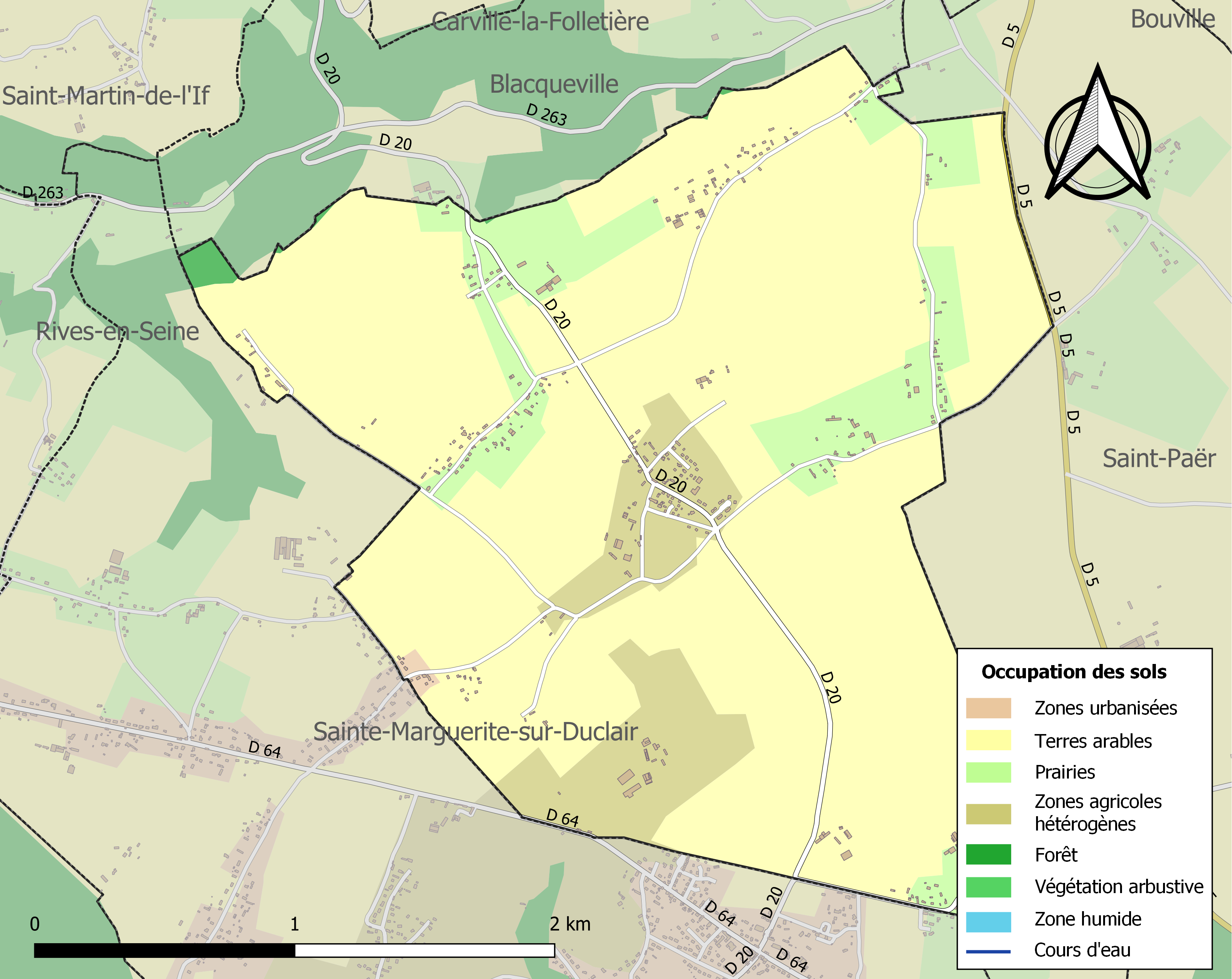
Carte des infrastructures et de l'occupation des sols de la commune en 2018 (CLC).

## Toponymie
Le nom de la localité est attesté sous les formes Spinetum en 1156, sancti Martini de Spineto en 1163, In parrochia Sancti Martini de Spineto en 1213, 1227, 1242 et 1258, Spinetum vers 1240, Espinay en 1337, Espiney en 1403, Espinay en 1472, Saint Martin d'Espinay en 1717 (Archives départementales de la Seine-Maritime, G 3267, 1354, 741.), Saint Martin d'Espiney sur Ducler en 1472, Epinay entre 1715 et 1757, Epinai sur Duclair en 1740, Epinay-sur-Duclair en 1953.
L'ancien nom d'Épinay-sur-Duclair était Saint-Martin aux XIe et XIIe siècles. Épinay est une formation toponymique romane basée sur le mot épine au sens plus général de « ronce », suivi d'une terminaison -ay, qui note le suffixe collectif -ei et désigne un ensemble de végétaux appartenant à la même espèce. Il se poursuit aujourd'hui dans le suffixe collectif féminin -aie que l'on rencontre par exemple dans ronceraie, chênaie, etc.
Épinay, peut revendiquer être la véritable terre d'origine d'une famille noble importante : Epinay ou Des Hayes, famille aujourd'hui désignée sous le nom d'Epinay-Saint-Luc.
Remarque : l'homonymie avec Épinay-sur-Seine est sans doute partielle (voir ce nom), en revanche homonymie avec l'ancienne paroisse d’Épinay (Seine-Maritime, Spinetum vers 1020), réunie à celle de Saint-Aubin-en-Rivière sous le nom de Saint-Aubin-Épinay.

## Histoire
Épinay-sur-Duclair, plus que les trois autres communes portant aussi le nom d'Épinay, peut revendiquer être la véritable terre d'origine d'une famille noble importante : Epinay ou Des Hayes, famille aujourd'hui désignée sous le nom d'Epinay-Saint-Luc. Une branche est domiciliée au château de Montgiron à Veilleins. Les armes sont « d'argent, au chevron d'azur, chargé de onze besants d'or, couronne ducale et supports avec deux licornes ».
À la fin du XVIIIe siècle, les principaux propriétaires nobles sur la commune étaient Titaire de Glatigny, Le Boucher de la Giffarderie et Compoint du Boulhard. Nicolas Chantin, fort de plus de 1 600 livres de revenus en 1778, y possédait aussi plus de 100 acres de terre qu'il exploitait. Un siècle plus tard, la bourgeoisie normande investissait dans les terres. Nous y trouvons Alexandre Lair à Fréville, Paul Bellet à Rouen, Victorien Aubert à Duclair, Étienne Levaillant domicilié à Guebarville, Pascal Leguillon domicilié à Blacqueville.
La commune d'Épinay intégra, en 1795, le 19e canton de la Seine-Inférieure dont le siège était alors à Fréville. Lemetais, élu délégué, représentait Épinay au conseil du canton. Dans un souci de centralisation, Fréville perdit son titre de chef-lieu de canton en 1800 et Épinay intégra le canton de Duclair.
Durant la Seconde Guerre mondiale, Épinay fut occupée par les Allemands. On suppose qu'il y avait 400 soldats allemands, alors que la population d'Épinay ne dépassait pas les 250 habitants, cela fut donc difficile à vivre pour les habitants. Il existe encore des traces de l'occupation allemande, puisque l'on peut retrouver un blockhaus dans un champ.

## Politique et administration
| Période                                  | Période                    | Identité                | Étiquette | Qualité                                  |
| ---------------------------------------- | -------------------------- | ----------------------- | --------- | ---------------------------------------- |
| Les données manquantes sont à compléter. |                            |                         |           |                                          |
| 1848                                     | 1882                       | Onésime Chantin         |           |                                          |
| 1902                                     |                            | Tasserie                |           |                                          |
| 1929                                     | 1940                       | Alfred Hébert           |           |                                          |
| 1940                                     | 1941                       | Rabardy                 |           |                                          |
| 1941                                     | 1945                       | Georges Pécot           |           |                                          |
| 1945                                     | 1949                       | Léon Bersoult           |           |                                          |
| 1949                                     |                            | Émile Berneval          |           |                                          |
| Les données manquantes sont à compléter. |                            |                         |           |                                          |
| 1989                                     | 8 novembre 2007            | Denise Carpentier       |           | Agricultrice Décédée en fonction         |
| 2008                                     | mai 2020                   | Jean-Jacques Crochemore |           | Ancien salarié de l’industrie pétrolière |
| juillet 2020                             | En cours (au 10 août 2020) | Catherine Thibaudeau    |           |                                          |

## Population et société

### Démographie
L'évolution du nombre d'habitants est connue à travers les recensements de la population effectués dans la commune depuis 1793. Pour les communes de moins de 10 000 habitants, une enquête de recensement portant sur toute la population est réalisée tous les cinq ans, les populations de référence des années intermédiaires étant quant à elles estimées par interpolation ou extrapolation. Pour la commune, le premier recensement exhaustif entrant dans le cadre du nouveau dispositif a été réalisé en 2004.

En 2022, la commune comptait 516 habitants, en évolution de −4,27 % par rapport à 2016 (Seine-Maritime : +0,35 %, France hors Mayotte : +2,11 %).
| 1793 | 1800 | 1806 | 1821 | 1831 | 1836 | 1841 | 1846 | 1851 |
| ---- | ---- | ---- | ---- | ---- | ---- | ---- | ---- | ---- |
| 370  | 389  | 426  | 363  | 324  | 338  | 348  | 331  | 303  |

| 1856 | 1861 | 1866 | 1872 | 1876 | 1881 | 1886 | 1891 | 1896 |
| ---- | ---- | ---- | ---- | ---- | ---- | ---- | ---- | ---- |
| 300  | 306  | 277  | 258  | 278  | 259  | 273  | 269  | 247  |

| 1901 | 1906 | 1911 | 1921 | 1926 | 1931 | 1936 | 1946 | 1954 |
| ---- | ---- | ---- | ---- | ---- | ---- | ---- | ---- | ---- |
| 255  | 247  | 245  | 251  | 252  | 242  | 216  | 252  | 227  |

| 1962 | 1968 | 1975 | 1982 | 1990 | 1999 | 2004 | 2006 | 2009 |
| ---- | ---- | ---- | ---- | ---- | ---- | ---- | ---- | ---- |
| 234  | 219  | 229  | 265  | 322  | 386  | 478  | 496  | 508  |

| 2014 | 2019 | 2022 | - | - | - | - | - | - |
| ---- | ---- | ---- | - | - | - | - | - | - |
| 538  | 509  | 516  | - | - | - | - | - | - |

### Cultes
Épinay-sur-Duclair appartient à la paroisse catholique Saint-Philibert de Duclair – Boucles de Seine qui fait partie du doyenné Rouen-Ouest de l'archidiocèse de Rouen.

## Culture locale et patrimoine

### Lieux et monuments
Église dédiée à saint Martin et datant du XVIe siècle.
Dès le début de sa fondation, l'église était une étape importante du pèlerinage qui s'effectuait entre deux grandes abbayes normandes, à savoir les abbayes de Jumièges et de Saint-Georges de Boscherville. La coutume voulait que lorsqu'on arrivait devant l'église d'Épinay, on devait déposer sur la porte des fers à cheval, car saint Martin était le saint protecteur des animaux.
Sur la porte de l'édifice, on peut retrouver des représentations de deux saints :
- saint Martin. Ce dernier est représenté en train d'offrir son manteau à un mendiant ;
- saint Étienne qui fut accusé de blasphème par les juifs, pour ses prédications. Il fut donc lapidé et fut donc le premier martyr de la chrétienté.

Ces deux représentations hagiographiques sont des moyens pour les habitants de l'époque, qui ne savaient pas lire, de voir deux scènes de la chrétienté, à savoir la charité et la foi.
L'église fut victime d'un grave incendie dans la nuit du 8 au 9 mai 1815. La nef et une partie du chœur ont été reconstruites en 1817. La commune acheta l'ancien presbytère (maison Baudribos) pour le démolir en 1886 et y faire un jardin. On construisit en 1888 un nouveau presbytère juste à côté.
Aujourd'hui, l'église est classée au patrimoine des monuments historiques.